# Pixelgeometri
Pixlarnas färgkomponenter (primärfärgerna rött, grönt och blått) är ordnade i olika geometriska mönster eller pixelgeometri.
Den geometriska placeringen av primärfärgerna i en pixel varierar beroende på användningsområde (se figur 1). I datorskärmar, som vanligtvis visar rektanglar o.d. är linjerade mönster vanligt. Skärmar med rörliga bilder bör dock ha triangulära eller diagonala mönster så att de varierande bilderna uppfattas bättre.
|                |              |              |
| a) Triangulära | b) Linjerade | c) Diagonala |

Figur 1. Geometriska layouter för färgkomponenter i en pixel.